# 光復高中籃球隊
光復高中籃球隊是代表新竹市私立光復高級中學的高中男子籃球隊，2015年成立，目前分屬高級中等學校籃球聯賽（HBL）甲級。光復高中籃球隊曾兩度獲得HBL冠軍，最近一次為111學年度（2023年）。

## 歷年戰績

### 104學年
- 資格賽1勝3敗無緣外卡戰

### 105學年
- 資格賽3勝1敗外卡戰擊敗屏東高中、預賽1勝2敗、複賽0勝5敗

### 106學年
- 資格賽3勝0敗外卡戰擊敗成功高中、預賽0勝3敗

### 107學年
- 資格賽3勝0敗外卡戰擊敗和平高中、預賽2勝1敗、複賽4勝1敗、準決賽4勝3敗[2][3]
- 最終排名第4，為隊史首次晉級準決賽

### 108學年
- 預賽1勝2敗、複賽3勝3敗、準決賽4勝3敗
- 最終排名第5，為隊史第二次晉級準決賽

### 109學年
- 預賽2勝1敗、複賽4勝1敗，準決賽6勝1敗
- 最終排名第3，為隊史第三次晉級準決賽

### 110學年
- 預賽3勝0敗，複賽5勝0敗，準決賽6勝1敗
- 最終排名第1，為隊史第四次晉級準決賽和首次冠軍賽
- 最終獲得該校第一座冠軍[4]

### 111學年
- 預賽3勝0敗，複賽5勝0敗，準決賽7勝0敗
- 最終排名第1，為隊史第五次晉級準決賽
- 最終以17連勝獲得該校第二座冠軍

### 112學年
- 預賽3勝0敗，複賽5勝0敗，準決賽5勝2敗
- 最終排名第4，為隊史第六次晉級準決賽
- 跨季32連勝正式超越松山高中締造跨季連勝紀錄
- 最終獲得該校亞軍

### 113學年
- 預賽3勝0敗，複賽5勝0敗，準決賽6勝1敗
- 最終排名第1，為隊史第七次晉級準決賽
- 最終獲得該校季軍

## 球隊成員

### 教練
- 總教練：陳定[5]
- 助理教練：李宇偉、于志豪

### 現役球員
| 位置 | #  | 姓名   | 身高    | 體重   | 年級   |
| ---- | -- | ------ | ------- | ------ | ------ |
| 前鋒 | 4  | 王耀霆 | 190公分 | 80公斤 | 一年級 |
| 後衛 | 5  | 周宏綸 | 186公分 | 78公斤 | 三年級 |
| 後衛 | 6  | 周曾翔 | 185公分 | 80公斤 | 三年級 |
| 後衛 | 7  | 張亦   | 178公分 | 75公斤 | 二年級 |
| 後衛 | 8  | 曾侑翰 | 187公分 | 72公斤 | 二年級 |
| 前鋒 | 9  | 蔡聖柏 | 184公分 | 80公斤 | 一年級 |
| 中鋒 | 10 | 何証凱 | 197公分 | 90公斤 | 一年級 |
| 前鋒 | 11 | 張鈞淮 | 193公分 | 88公斤 | 二年級 |
| 前鋒 | 12 | 曾韋翔 | 192公分 | 80公斤 | 三年級 |
| 中鋒 | 13 | 沈宥均 | 193公分 | 96公斤 | 三年級 |
| 中鋒 | 14 | 陳立凱 | 195公分 | 86公斤 | 一年級 |
| 後衛 | 15 | 謝銘駿 | 193公分 | 85公斤 | 三年級 |